# Флат Лик (Кентаки)
Флат Лик (енгл. Flat Lick) насељено је место без административног статуса у америчкој савезној држави Кентаки.

## Демографија
По попису из 2010. године број становника је 960.
| Група             | 2000.    | 2010.       |
| Белци             | 0 (0,0%) | 932 (97,1%) |
| Афроамериканци    | 0 (0,0%) | 6 (0,6%)    |
| Азијати           | 0 (0,0%) | 0 (0,0%)    |
| Хиспаноамериканци | 0 (0,0%) | 13 (1,4%)   |
| Укупно            | 0        | 960         |